# 활성탄

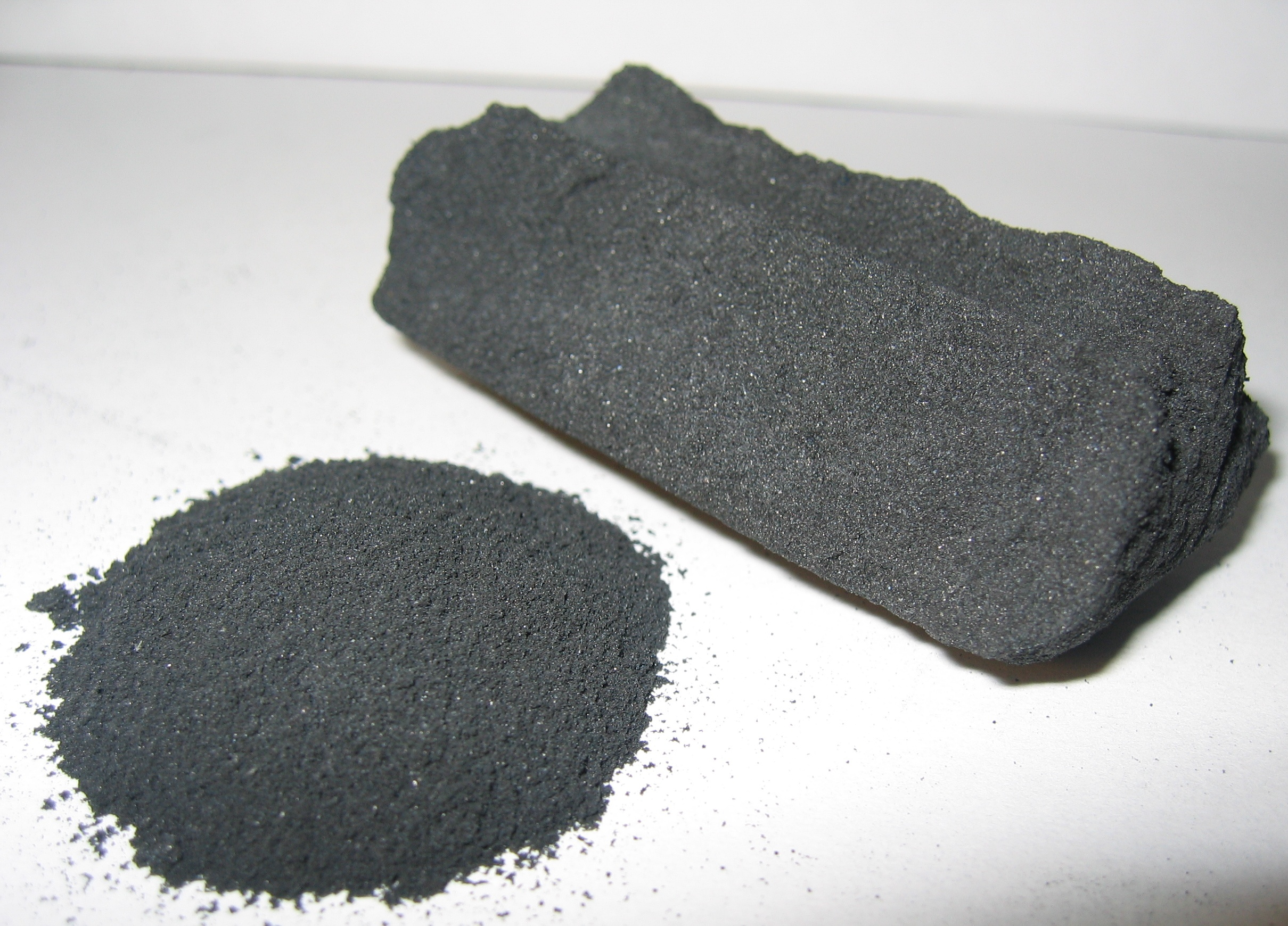
활성탄.

활성탄(活性炭, 영어: activated carbon 또는 activated charcoal)은 주 성분이 탄소이며 다공성이므로, 표면적이 넓어 흡착성이 강하고, 화학 반응이 빨리 일어나는 물질이다.

## 활용
활성탄은 숯에 수증기 또는 인산과 같은 약품을 사용하여 표면적을 증가시킨 소재로서, 수원의 부영양화 방지, 고도 정수 처리(수돗물), 하수&폐수처리 등 수처리 시설에 널리 쓰이고 있다. 참고로, 군용 방독면에는 활성탄 표면에 촉매를 추가로 도포한 특수 활성탄 필터가 쓰인다.
대나무 활성탄의 경우 진로 '참이슬' 소주 정제과정에 첨가하여 미네랄을 용출시켜 사용하고 있고 KT&G '에쎄 수' 담배의 필터에 첨가되어 해로운 물질을 걸러주는 등 생활 깊숙이 사용되고 있는 친환경 소재이다.

## 제법
목재 등의 탄소를 활성화제인 염화 아연이나 인산과 같은 물질을 촉매로 건조시키거나, 목탄을 수증기로 활성화시켜 만든다.
대나무활성탄을 만드는 과정을 설명해보면, 국내의 경우 맹종죽을 솎아베기하여 사용하는데 맹종죽 1ton을 탄화시키면 300kg의 대나무 숯을 얻을 수 있고 300kg의 숯을 다시 수증기 부활법을 사용하여 활성화 시키면 120kg의 활성탄을 얻을 수 있다. 1차로 얻어진 대나무 숯의 비표면적은 약 600m²/g이며, 최종적으로 얻어진 대나무 활성탄의 비표면적은 1200m²/g 로서 일반 참숯에 비해 6배 이상의 비표면적을 갖게된다. 비표면적이 넓을 수록 흡착할 수 있는 양이 많아 오래 사용할 수 있으며 성능이 좋다고 할 수 있다.

## 같이 보기
- 바이오 숯
- 비장탄
- 골탄
- 수소저장